# Neumühle (Stadlern)

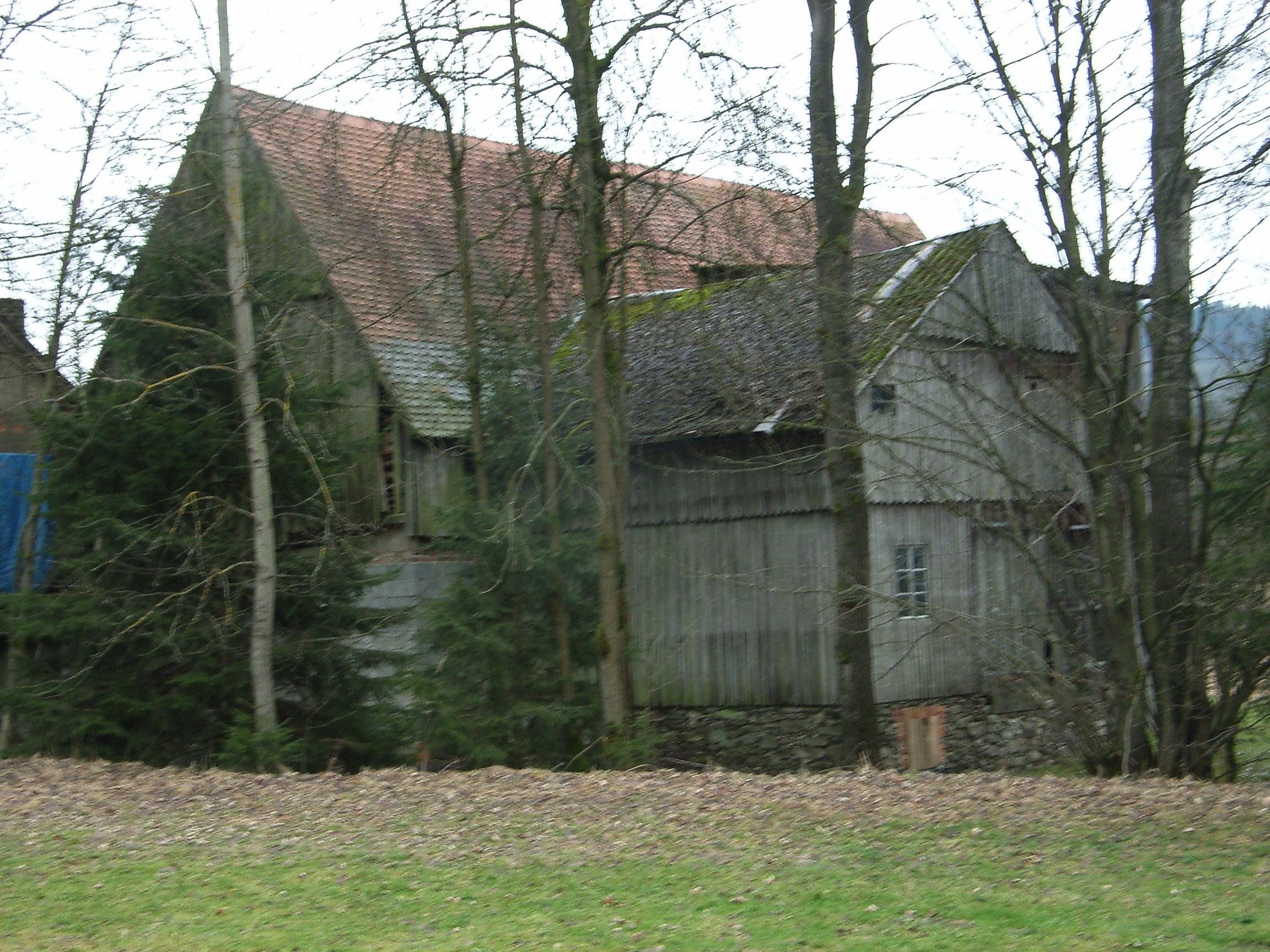
Neumühle (2013)

Neumühle ist ein Gemeindeteil der Gemeinde Stadlern im Oberpfälzer Landkreis Schwandorf in Bayern.
Die Einöde Neumühle liegt eineinhalb Kilometer südlich von Schwarzach direkt an der tschechischen Grenze am rechten Ufer der Bayerischen Schwarzach, die ca. 4 km weiter nördlich als „Goldbrunnen“ aus dem Reichenstein-Massiv am Südosthang des 896 m hohen Weingartnerfelsens entspringt. Von Stadlern ist die Neumühle ungefähr 5,5 Straßenkilometer entfernt.